# Wijdefjord
De Wijdefjord is een noord-zuid lopende fjord in het noorden van het eiland Spitsbergen. De fjord is 108 km lang, en is daarmee de langste fjord van de gehele eilandengroep Spitsbergen. De Isfjord is met 107 km net iets korter. Aan het einde van de Wijdefjord bevindt zich de Mittag-Leffler-gletsjer. Op dat punt is de afstand tot de Isfjord, waaraan de hoofdstad Longyearbyen zich bevindt, slechts 21 km.
Het gebied aan de oostzijde van de Wijdefjord wordt Nieuw-Friesland (Ny-Friesland) genoemd, een gebied dat grotendeels met ijs is bedekt. Aan de westzijde bevindt zich Andrée Land.
Aan de monding van de Wijdefjord bevindt zich het eiland Moffen.
Als 19-jarige studente overwinterde de Nederlandse Heleen van der Laan in een hut aan de Wijdefjord, samen met een Noorse pelsjager die al zes jaar solitair woonde. Ze verwoordde haar ervaringen in het boek Waar blijft het Licht? uit 1993. Dat werd in 1997 verfilmd als Licht (When the light comes).
Op ongeveer 20 kilometer vanaf de monding naar het oosten ligt de Straat Hinlopen en fjord Sorgfjorden, naar het westen ligt direct aan de monding het fjord Woodfjord. In het noorden mondt het fjord uit in de Noordelijke IJszee.
Het zuidelijke deel van het fjord ligt in Nationaal park Indre Wijdefjorden. In het zuidelijk deel van het fjord splitst het in twee takken: de oostelijke tak Austfjorden en de westelijke tak Vestfjorden.